# خروسئیس
خروسئیس (به یونانی: Χρυσηΐς)، در اسطوره‌های یونان، دختر خروسس است.
پس از تصرف معبد آپولون توسط یونانیان، آگاممنون او را ربود. پدرش به آپولون شکایت کرد و آپولون یونانیان را به طاعون مبتلا کرد. آگاممنون پس از نه روز سرانجام راضی شد او را پس دهد به شرط آن‌که آشیل، بریسئیس را به او بدهد. این امر موجب قهر و کناره‌گیری آشیل از جنگ شد.